# アソビュー
アソビュー株式会社は、東京都品川区に本社を置き、休日の便利でお得な遊びの遊び予約サイト「アソビュー！」の運営を行う日本の企業。

## 沿革
- 2011年3月14日 - カタリズム株式会社設立
- 2012年7月24日 - 「あそびゅー!（β版）」リリース
- 2015年3月9日 -  事業者向け 予約管理システム「satsuki」リリース
- 2015年3月13日 - アソビュー株式会社に社名変更
- 2017年7月18日 - 「asoview!GIFT（現アソビュー！ギフト）」リリース
- 2022年7月1日 - 本社を品川区大崎に移転
- 2022年8月3日 -  「アソビュー！」のアプリ版（iOS版・Android版）をリリース[2]
- 2023年5月18日 - デロイト トーマツ テクノロジー企業成長率ランキング「Technology Fast 50 2022 Japan」18位を受賞[3]
- 2023年11月21日 - 「アソビュー！ふるさと納税」をリリース[4]
- 2023年11月27日 - アソビュー！累計会員数 1,000万人を超える[5]
- 2023年12月1日 - Great Place to Work®︎ Institute Japanによる「働きがいのある会社」に認定[6]
- 2024年12月20日 - 海外の定番商品を販売する「アソビュー！海外」をリリース